# 世界の危機はめくるめく!
『世界の危機はめくるめく！』（せかいのききはめくるめく）とは佐藤了／著、藤真拓哉／イラストのライトノベル。ファミ通文庫（エンターブレイン）より2008年から2011年1月まで刊行された。

## 概要
宮田真吾は高校生。クラスメイトの楢川大輝と、平和な日々を送っていた。ある日彼は夢の中で、神の「地球は滅亡の危機に陥っている」というお告げと共に、世界を滅亡の危機から救うための力を授かる。何でも好きな力を与えるという神に対し，この出来事を夢だと思い込んだ真吾は，なんと「スカートをめくる力」を所望する．翌日、住吉穂香という女子高校生が現れる。彼女は、真吾と同じ神のお告げを受け、世界を救う5人の仲間「選ばれし者」を探しているという。
真吾、穂香をはじめ、個性的な4人＋1匹が織り成す救世主伝説。

## 主な登場人物

### 選ばれし者
多種多様なパラレルワールドを裏面から統括する神性達により、世界の危機を救う戦力として集められた者達。総じて奇人変人が多く、健常者はごく少数である。
宮田真吾(みやた　しんご)
本書の主人公。長野県県群県町県「長野県県ヶ丘高等学校」の生徒。 子供時代は少年野球チームでレギュラーを勤めたが、今は特にスポーツはしていない。「選ばれし者」として選ばれた際、夢の中でカリスマのカの字も感じられないような喋りのラメントから実にいい加減な方式でその事を告知された為、その余り馬鹿馬鹿しさと胡散臭さ故にその事実を真っ向から疑い、冗談で妙な力を希望した所、それを授かってしまう。
能力「スカートめくり」
その名の通りスカートめくりを行うという能力。「めくれろ」の言葉と共に下から上へ手または腕を振り上げると、対象の周囲に局所的な上昇気流を発生させ、スカートを捲り上げる。声と動作が大きいほど上昇気流も強いものとなり、結果として効力も増す。この能力は後に飛躍的な進展を遂げ、津波をも捲り上げて押し返すという芸当をやってのけるまでになった。
住吉穂香(すみよし　ほのか)
真吾が通う「長野県県ヶ丘高等学校」の近所に位置する女子校「美須々ヶ丘女子高等学校」の生徒。世界を危機から救う「選ばれし者」の一人としてラメントに選ばれる。穏やかで心優しい淑女ながら、如何なる苦境からも目を背けない強い意志を持つ。その為、メンバー全員からとても慕われている。
能力「察知」
同胞（即ち、自身と同じ「選ばれし者」）と、選ばれし者が立ち向かうべき世界の危機を察知する能力。この能力は他のメンバーのそれとは違い直接的な戦闘補助には全く使えないがしかし、物語の中では度々重要な役割を果たす。
八坂光夫(やさか みつお)
近所の小学校に通う6年生の少年。「選ばれし者」メンバーであり、始終冷静で狡猾な態度を取るがしかしその実は天性の女好き（俗に言うムッツリスケベという奴である）。
能力「障壁」
如何なる物体をも防ぎきる障壁を展開する能力。但し、主である光夫が女好きの性差別主義者である為彼以外の男性・雄を防御する事は出来ない。但し密着していれば対象にはなりうる。またこの障壁は防御のみならず攻撃も兼ねており、障壁に接触した物体はそれ自身が持っていた運動エネルギーの全てを跳ね返される（この為、投げつけられた小石程度ならば粉砕出来る）。
松川淳(まつかわ　じゅん)
二十歳の浪人生。末期のアニメオタクであり、常にフィギュアを持ち歩いている。
能力「瞬間移動」
限定的ではあるが瞬間移動を行う能力。但し、移動先に指定出来る場所には限りがあり、松川が明確に記憶しているか、イメージ出来る場所でなくてはならない。また「女がこれを使うと下着が飛ぶ」という厄介極まりなく、全く役に立たない弊害が存在する。この弊害は、事も有ろうに松川が自ら希望したものである。
タロウ(たろう)
近所の犬。言語能力と人間レベルの知能を持ち、人間に性欲を抱く事もある。
能力「分身」
タロウが神から授かった力。無制限に分身を行う。
清内路清美（せいなじ きよみ）

### その他の登場人物
楢川大輝(ならかわ だいき)
真吾のクラスメイト。将来はプロのカメラマンをめざしているが，その才能はパンチラ撮影に活かされている。
リーナ・シェン・フィス・オクターヴァ
地球とは別の世界に存在する、オクターヴァという惑星からやってきた第一王女。オクターヴァの王であるガルヴァン・ディー・デス・オクターヴァの娘。選ばれし者達と交戦後、戦力に加わる。
能力「魔剣」
華美なデザインの剣を巧みに扱う能力。この剣は絶大な破壊力を誇り、彼女の加入を以て選ばれし者達は漸くまともな戦闘集団として機能するに至った。
ラメント
神性。かの一件の全ての元凶。
梓川柚子(あずさがわ ゆず)
真吾のクラス担任。

## 既刊一覧
- 佐藤了（著）・藤真拓哉（イラスト）、エンターブレイン〈ファミ通文庫〉、全8巻
  - 『世界の危機はめくるめく！』、2008年6月30日発売[1]、ISBN 978-4757742888
  - 『世界の危機はめくるめく！2』、2008年11月29日発売[2]、ISBN 978-4757745209
  - 『世界の危機はめくるめく！3』、2009年4月30日発売[3]、ISBN 978-4757748323
  - 『世界の危機はめくるめく！4』、2009年9月30日発売[4]、ISBN 978-4047260214
  - 『世界の危機はめくるめく！5』、2010年2月27日発売[5]、ISBN 978-4047263147
  - 『世界の危機はめくるめく！6』、2010年6月30日発売[6]、ISBN 978-4047265981
  - 『世界の危機はめくるめく！∞』、2010年9月30日発売[7]、ISBN 978-4047268340
  - 『世界の危機はめくるめく！7』、2011年1月29日発売[8]、ISBN 978-4047270336